# La Fête à Neu-Neu (chanson)
Pour la fête foraine, voir Fête à Neu-Neu.
La Fête à Neu-Neu est une chanson rendue populaire par Maurice Chevalier en 1944. Elle a été déposée à la Sacem le 10 février 1943 et éditée par Paris-Monde.

## Développement et composition
La chanson a été écrite en 1943 par Maurice Chevalier et Maurice Vandair et composée par Henri Betti.
La chanson rendait hommage à cette fête foraine qui avait disparu depuis 1936.

## Liste des pistes
78 tours —  Gramophone K-8630 (La compagnie française du gramophone La Voix de son Maître) enregistré le 4 avril 1944 avec une orchestration de Raymond Legrand.
A. La Fête à Neu-Neu
B. La leçon de piano (musique d'Henri Betti et paroles de Maurice Vandair)

## Reprises
Le 22 octobre 1943, la chanson a été créée par Étienne Arnaud avec l'orchestre de Jacques Hélian.
Le 5 novembre 1944, Émile Prud'homme enregistre la chanson avec son orchestre.
En 1957, les Quat'Jeudis interprètent la chanson avec l'orchestre de Georges Derveaux à l'émission 36 Chansons présentée par Jean Nohain où ils interprètent une autre chanson composée par Henri Betti avec des paroles de Maurice Chevalier : La Polka des barbus.
En 1966, Jean-Louis Blèze interprète la chanson avec l'orchestre de Raymond Lefebvre à l'émission Le Palmarès des chansons présentée par Guy Lux.
En 1982, Christian Borel et Paul Roby interprètent la chanson à l'émission Une histoire d'amour Maurice Chevalier où ils interprètent également quatre autres chansons composées par Henri Betti avec des paroles de Maurice Chevalier : Notre Espoir, La Chanson du maçon, La Polka des barbus et Le Régiment des Jambes Louis XV.
En 1984, Christian Borel, Patrice Dozier, Patrick Préjean et Pierre Reggiani interprètent la chanson à l'émission Chantez-le moi où ils interprètent également Notre Espoir.
En 1993, Lucien Jeunesse interprète la chanson avec l'orchestre de Jean Sala à l'émission La Chance aux chansons présentée par Pascal Sevran.
En 1994, les 3 Julots enregistrent la chanson pour l'album Les Chansons de la Libération où ils enregistrent également Notre Espoir.